# Paranataelia adoratavae
Paranataelia adoratavae är en fjärilsart som beskrevs av Rudolf Pinker 1965. Paranataelia adoratavae ingår i släktet Paranataelia och familjen nattflyn. Inga underarter finns listade i Catalogue of Life.